# Bitó László
Bitó László, László Z. Bitó (Budapest, 1934. szeptember 7. – 2021. november 14.) magyar író, kutatóorvos.

## Pályájának kezdete
Budapesti tisztviselők gyermekeként született. Családi háttere miatt az 1950-es években kitelepített, majd munkaszolgálatos volt a komlói bányában. November 4-én többedmagával egy Csepel-teherautóval Budapest felé vette az irányt, ahova egy heti kalandos utazás után érkezett meg. Másnap hetedmagával Ausztriába menekült, majd az Amerikai Egyesült Államokba került, ahol tanulmányi versenyen ösztöndíjat szerzett a Bard College-ba. Az egyetem elvégzése után sikeres orvoskutatói karriert futott be.

## Tudományos pályafutása
Tudományos munkássága szinte kizárólag a Columbia Egyetemhez kötődik New Yorkban, ahol az akadémiai ranglétrát végigjárva professor emeritus lett. Orvoskutatóként a szem öregedését és változását kutatta, és jelentős eredményeket ért el a zöldhályog kialakulása, megértése és kezelése terén. Tudományos pályafutásának eredménye a 2002-ben az év gyógyszerének választott Xalatan kifejlesztése, amely a vakságot okozó glaukóma kezelésében a műtéti beavatkozást egyes esetekben szükségtelenné teszi. Orvoskutatóként 145 publikációja és három kötete jelent meg. Az egyetemes orvostudomány terén elért eredményeiért, a zöldhályog elleni cseppek felfedezéséért és a Columbia Egyetem Kelet- és Közép Központja magyar programjának támogatásáért a Magyar Köztársasági Érdemrend középkeresztje a csillaggal díjjal tüntette ki 2004-ben a magyar köztársasági elnök.

## Irodalmi munkássága
Bitó László az 1990-es években hazatelepült szülővárosába, Budapestre, és visszavonult a tudományos kutatástól, azóta elsősorban irodalmi és közéleti tevékenységet folytat. Első két kötete 1956-os élményeit dolgozza fel. Első jelentős sikere az Ábrahám és Izsák című bibliai regény, melyet több nyelvre lefordítottak, illetve Budapesten színpadra állítottak. Az Izsák tanítása és A Názáreti Izsák ennek a műnek továbbgondolásaként született.
Bitó Lászlónak rendszeresen jelennek meg rövidebb közéleti írásai a magyarországi sajtóban, válogatott darabjait Nekünk kell megváltanunk magunkat címen adták ki 2004-ben. A szerző orvoskutatói múltja okán szenvedélyes résztvevője az eutanázia vitájának, ennek szentelte Boldogabb élet – jó halál című kötetét, amely magyarul, oroszul, szlovákul és németül jelent meg.

## Művei

### Regények
- Istenjárás, Aura, 1994 (fordította: Göncz Árpád, Békés Pál) ISBN 9637913157
- Az ötödik lovas, Aura, 1996 (fordította: Békés Pál) ISBN 9637913173
- Ábrahám és Izsák, Magyar Könyvklub, 1998. ISBN 9635486987 és Argumentum Kiadó, 2000. ISBN 9634461581
- Izsák tanítása, Argumentum Kiadó, 2000. ISBN 963446131x
- A Názáreti Izsák, Argumentum Kiadó, 2002. ISBN 9634462081
- A technopuccs dosszié, Argumentum Kiadó, 2007. illetve e-könyvként Magyar Elektronikus Könyvtár (letöltés)
- Áldott vagy Káin, Argumentum Kiadó, 2009. ISBN 9789634465232
- Két világ között; Noran Libro, Budapest, 2015
- Newton kutyája; Noran Libro, Budapest, 2016
- Mint a tűz lángja; Noran Libro, Budapest, 2017
- Sámson, a vadon fia; Noran Libro, Budapest, 2018

### Esszék
- Nekünk kell megváltanunk magunkat, Argumentum Kiadó, 2004. ISBN 963446288X (válogatott közéleti cikkek)
- Ahogy láttam... 2004–2006: két reményteljes, nehéz év; Argumentum, Budapest, 2006
- Az utolsó mérföld (társszerző: Polcz Alaine), Jelenkor Kiadó, 2007. ISBN 9789636764180 (jó halál)
- Még négy év, 2006–2010. Publicisztikák, interjúk, recenziók; Argumentum, Budapest, 2010
- A névtelen evangéliuma. Amely minden népet feloldoz az Istengyilkosság förtelmes bűne alól / The gospel of anonymous. Absolving all men of the most hideous crime of deicide; angolból ford. Tótfalusi István; Argumentum, Budapest, 2011
- Nem könnyű demokratának lenni. Publicisztikák, interjúk, recenziók, 2010–2012 és öt novella; Argumentum, Budapest, 2012
- A korruptokrácia és a belső gyarmatosítás évei, 2012–2016. Publicsztikák, esszék; Argumentum, Budapest, 2016
- Az utolsó mérföld. Polcz Alaine és Bitó László beszélgetése életről, halálról, testről és lélekről. Bitó László tizenkét éves visszatekintése; 2. bőv. kiad.; Noran Libro, Bp., 2019

### Egyéb művek
- Boldogabb élet – Jó halál, Anthenaeum 2000 Kiadó, 2005. ISBN 9639471828 (eutanázia és eutélia)
- Boldogabb élet – jó halál. Eutelia – eutanázia; 2. átdolg., bőv. kiad.; Noran Libro, Budapest, 2014
- Gáspár, Menyhért, Boldizsár, Karácsonyi ős-ökuménia. Mese minden korosztálynak, Szyksznian Wanda 30 illusztrációjával, Jelenkor Kiadó, 2006. ISBN 9636764093
- Boldogabb élet – jó halál, Eutelia – eutanázia; 2. átdolg., bőv. kiad.; Noran Libro, Budapest, 2014
- Boldogabb élet. Breviárium; Bitó László, Budapest, 2016

### Tudományos munkássága
- The Ocular and Cerebrospinal Fluids, with Davson H, Fenstermacher JD (Eds.), Academic Press, London, 1977
- The Ocular Effects of Prostaglandins and Other Eicosanoids, with Stjernschantz J (Eds), Alan R. Liss, New York, 1989
- Ocular Effects of Prostaglandins and Other Eicosanoids (Ed), Special Supplement based on the 9th International PG Symposium (Fort Lauderdale, Florida, 12-13 May 1995) and the ARVO SIG Sessions on Latanoprost (Fort Lauderdale, Florida, 22-23 April 1996). Survey of Ophthalmology Vol. 41, Suppl 2, 1997